# Stefan Ilić (Eishockeyspieler)
Stefan Ilić (serbisch-kyrillisch Стефан Илић; * 27. März 1990 in Belgrad, SFR Jugoslawien) ist ein ehemaliger serbischer Eishockeyspieler und heutiger Trainer, der zuletzt bis 2021 beim HC Varese unter Vertrag stand und mit dem Klub in der Italian Hockey League spielte.

## Karriere
Stefan Ilić begann seine Karriere als Eishockeyspieler in beim HK Beostar in seiner Heimatstadt Belgrad, für den er als 16-Jähriger in der serbischen Eishockeyliga debütierte. Im Laufe der Spielzeit 2008/09 wechselte er zum Lokalrivalen KHK Roter Stern Belgrad und nach der Saison weiter zum HK Partizan Belgrad. Mit den Partisanen gewann er 2010, 2011, 2012 und 2013 den serbischen Meistertitel sowie 2011 und 2012 die Slohokej Liga. Nach diesen Erfolgen zog es ihn 2013 in die italienische Serie A, wo er zunächst für Hockey Milano Rossoblu spielte und von 2014 bis 2016 beim HC Valpellice auf dem Eis stand. Mit dem Team aus dem Piemont gewann er 2016 den Italienischen Eishockeypokal. Anschließend kehrte er zu den Rotblauen, die inzwischen in der zweitklassigen Serie B spielten, zurück. Mit den Mailändern konnte er 2017 und 2018 erneut die Coppa Italia und zudem 2018 die Meisterschaft in der Serie B erringen. Anschließend spielte er mit dem Klub in der Alps Hockey League. 2019 wechselte er zum HC Varese in die Italian Hockey League, wo er 2021 seine Karriere beendete.

### International
Für Serbien und Montenegro nahm Ilić im Juniorenbereich an der U18-Weltmeisterschaft 2006 in der Division II teil. Nach der Abspaltung Montenegros spielte er mit der serbischen Auswahl im U18-Bereich bei der 2007 in der Division II und 2008 in der Division III sowie bei den U20-Weltmeisterschaften 2008 in der Division III und 2009 und 2010 in der Division II.
Im Herrenbereich spielte Ilić für die serbische Mannschaft bei den Weltmeisterschaften 2008, 2009, 2011, 2012, 2013, 2014, 2015, 2016, 2018 und 2019 in der Division II und 2010 in der Division I. Zudem stand er bei den Qualifikationsturnieren für die Olympischen Winterspiele 2010 in Vancouver und 2018 in Pyeongchang für seine Farben auf dem Eis.

## Trainerlaufbahn
Nach seiner aktiven Karriere schlug Ilić eine Laufbahn als Trainer beim Serbischen Eishockeyverband ein. Nachdem er zunächst als Trainerassistent im Nachwuchs- und Herrenbereich tätig gewesen war, war er bei der Frauenweltmeisterschaft 2025 erstmals Cheftrainer der Serbinnen in der Division III.

## Erfolge und Auszeichnungen
- 2008 Aufstieg in die Division II bei der U18-Weltmeisterschaft der Division III, Gruppe B
- 2008 Aufstieg in die Division II bei der U20-Weltmeisterschaft der Division III
- 2009 Aufstieg in die Division I bei der Weltmeisterschaft der Division II, Gruppe A
- 2010 Serbischer Meister mit dem HK Partizan Belgrad
- 2011 Serbischer Meister mit dem HK Partizan Belgrad
- 2011 Gewinn der Slohokej Liga mit dem HK Partizan Belgrad
- 2012 Serbischer Meister mit dem HK Partizan Belgrad
- 2012 Gewinn der Slohokej Liga mit dem HK Partizan Belgrad
- 2013 Serbischer Meister mit dem HK Partizan Belgrad
- 2016 Gewinn der Coppa Italia mit dem HC Valpellice
- 2017 Gewinn der Serie B und der Coppa Italia mit Hockey Milano Rossoblu
- 2018 Gewinn der Coppa Italia mit Hockey Milano Rossoblu
- 2019 Aufstieg in die Division I, Gruppe B bei der Weltmeisterschaft der Division II, Gruppe A

## Statistik
(Stand: Ende der Saison 2015/16)